# Université de Tartu
 (mai 2023).
L’université de Tartu est la principale université d’Estonie.
Fondée en 1632 par le baron Johan Skytte avec le soutien du roi de Suède (qui a colonisé la région appelée à cette époque Livonie), elle est conçue sur le modèle de l'université d'Uppsala, créée à la fin du XVe siècle.
Rouverte en 1802 lorsque la ville de Tartu (alors appelée Dorpat) est une composante de l’Empire Russe, l’université est gérée et fréquentée par les familles de la noblesse allemande locale, à qui l’Empire a laissé une large autonomie.
Elle devient tout au long du XIXe siècle une université européenne de premier plan, permettant des échanges intellectuels et scientifiques entre le monde germanique et russe, ce qui lui permet d’attirer et de former un grand nombre de chercheurs reconnus. On compte notamment  Karl Ernst von Baer, Friedrich Georg Wilhelm von Struve, Alexander Schmidt ou encore Wilhelm Ostwald (Prix Nobel de chimie au début du XXe siècle).
À la fin du XIXe siècle, l’Empire russe voit d’un mauvais œil cet ilot germanique au moment où se développe l’Empire allemand et entame une vague de russification de l’enseignement dont l’Université fait les frais.
En parallèle, l’Université de Tartu devient paradoxalement l’un des plus importants vecteurs du « réveil national » estonien, qui mène progressivement à l’indépendance de l’Estonie en 1918. Elle permet à la ville de Tartu de devenir le berceau intellectuel et culturel du pays.
À partir de la Seconde Guerre mondiale, l’université ainsi que la ville et le pays tout entier sont envahis puis contrôlés par l’Union soviétique, puis par l’Allemagne nazie, et à nouveau par l’URSS à partir de la fin de la guerre. Sous l’occupation soviétique, l’Université se coupe d’une partie de ses échanges internationaux à l’Ouest.
Après le rétablissement de l’indépendance de l’Estonie en 1991, l’Université doit attendre 1992 pour retrouver son autonomie académique. Elle finit par adopter les standards des universités européennes au début des années 2000.

## Histoire

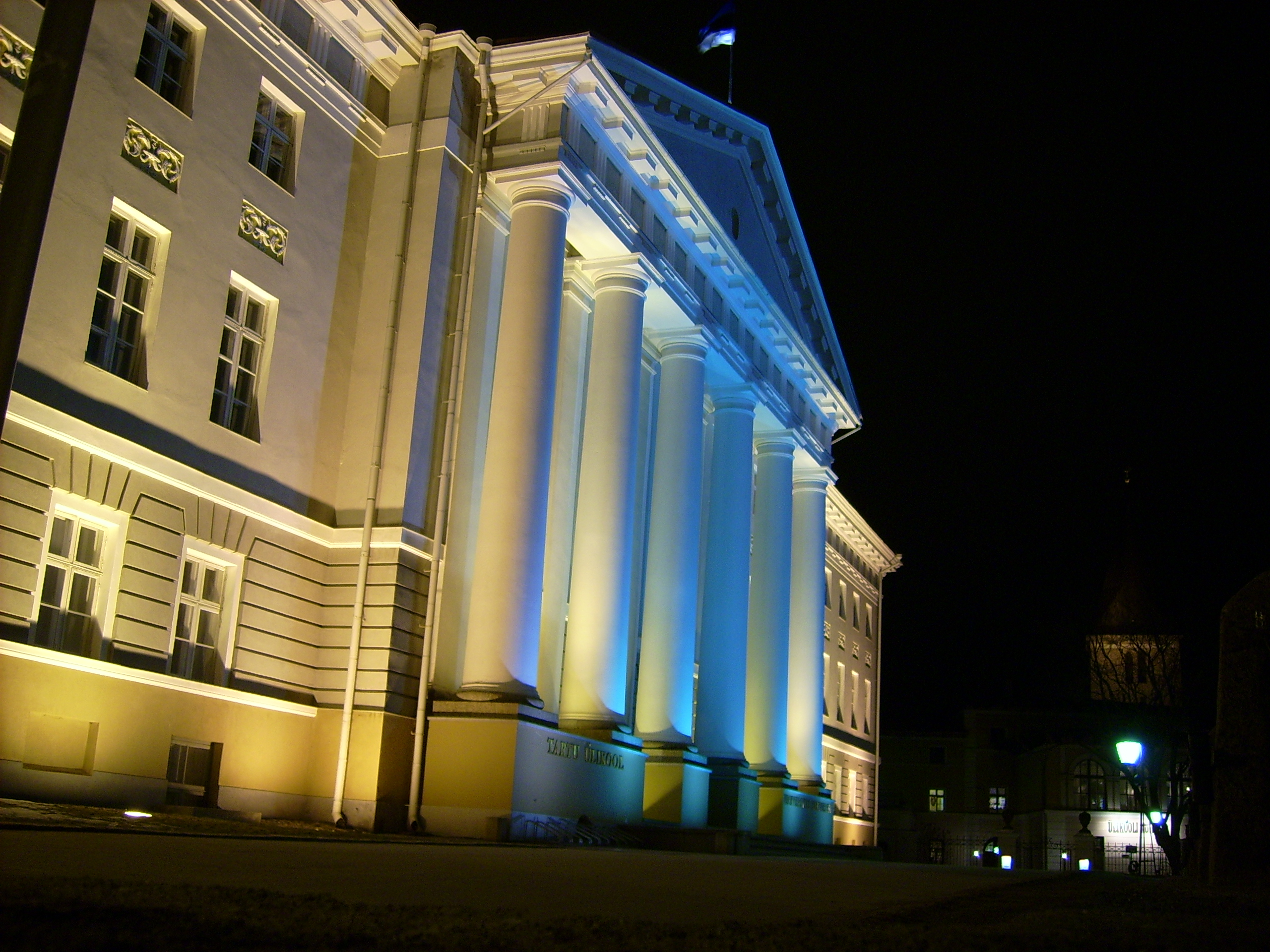
Le bâtiment principal de l'université de Tartu.

Fondée en 1632 par les Suédois comme partie intégrante de leur politique coloniale en Estonie, l’Academia Gustaviana est la seconde université fondée en territoire suédois après l'Université d'Uppsala. Un lycée jésuite qui exista entre 1583 et 1601, à l'époque où Dorpat (aujourd'hui Tartu) est sous administration polonaise, peut être également considéré comme un précurseur de l'Académie. Gustave II Adolphe de Suède signe la charte de fondation de l'université le 30 juin 1632, puis l’Academia Gustaviana est inaugurée le 25 octobre suivant. En difficulté jusqu'en 1710 et déplacée à Pernau (aujourd'hui Pärnu), l'université est refondée en 1802 sur l'ordre de l'empereur réformateur Alexandre Ier de Russie à laquelle l'Estonie actuelle (qui se partageait alors entre le gouvernement d'Estland et le gouvernement de Livonie) était rattachée depuis la défaite suédoise de 1710. Le premier recteur élu est Georges-Frédéric Parrot, né à Montbéliard en 1767.
Entre 1802 et 1893, la langue d'enseignement est exclusivement l'allemand, puis de 1893 à 1917 l'allemand conjointement avec le russe. Durant cette époque, Dorpat jouit d'une double nature : université de langue allemande et université de langue russe. Les Russes financent et gèrent administrativement l'université, mais le corps professoral est allemand (plus de la moitié des professeurs viennent d'Allemagne, un tiers au moins sont des Allemands de la Baltique). En fait, parmi les trente universités de langue allemande, dont vingt-trois à l'intérieur de l'Empire allemand, Dorpat occupe la onzième place en taille. L'université éduque l'élite germano-balte, les futurs cadres de l'État russe et des entreprises, ainsi que les futurs médecins et professionnels des services sanitaires pour l'ensemble de la Russie. Entre 1860 et 1880, son âge d'or, l'université est de niveau international.
Dans le même temps, la conscience nationale estonienne s'y développe autour de la Société des étudiants estoniens, fondée en 1870 et reconnue en 1883, qui adopte comme couleurs le bleu, le noir et le blanc et crée l'actuel drapeau de l'Estonie en 1884.

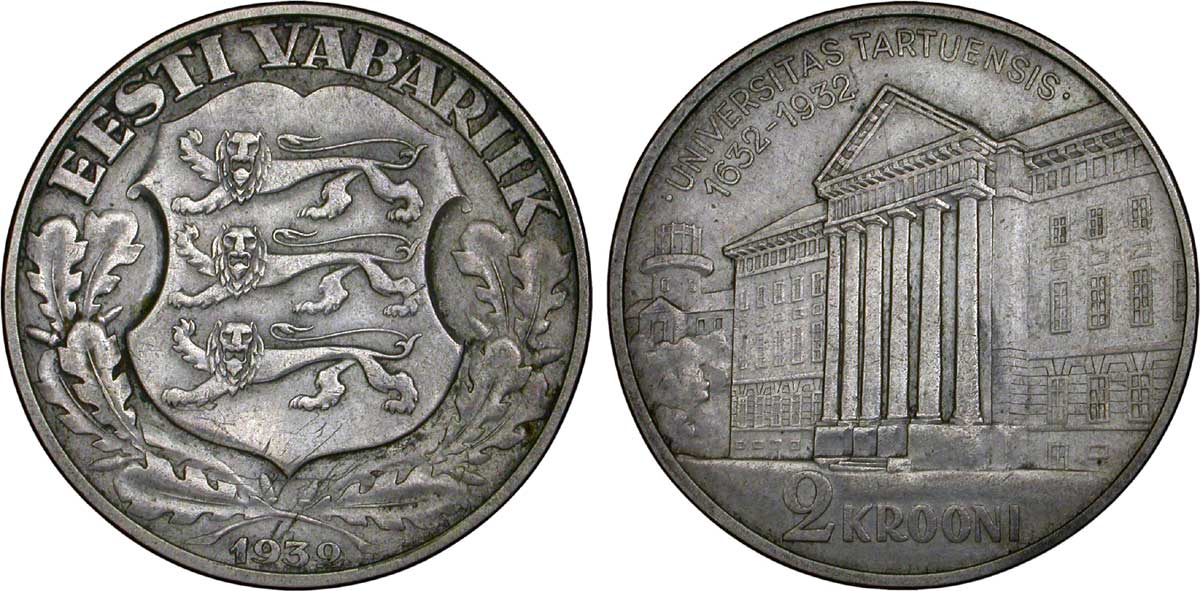
2 krooni célébrant le tricentenaire de l'université de Tartu, en 1939.

Son statut d'université allemande prend fin avec la montée des tendances nationalistes en Russie qui privilégient l'uniformité plutôt que le maintien de la diversité bi-culturelle. Entre 1882 et 1898, une russification partielle et des nominations de professeurs russes, sont imposées, à quelques exceptions près. Ainsi la faculté de théologie est autorisée à dispenser son enseignement en allemand jusqu'en 1916, bien que le clergé orthodoxe considérât qu'elle propageait des opinions protestantes dangereuses. En 1898, l'université est rebaptisée université de Youriev (ancien nom de la ville en vieux-russe). À ce moment-là, tous les savants d'Allemagne l'ont quittée, laissant la place à des professeurs russes ou allemands de la Baltique (alors sujets de l'Empire). L'université de Youriev existe jusqu'en 1918. Elle est même rouverte quelque temps en automne sous l'occupation allemande. Le personnel et les étudiants trouvent refuge à Voronej en Russie, ce qui provoque la fondation de l'université d'État de Voronej qui fait donc remonter son histoire à l'université de Dorpat, et possède toujours des propriétés de cette dernière. Il y a donc deux héritières de l'université impériale de Dorpat, celle, estonienne, de Tartu, et celle, russe, de Voronej.
En 1919, l'université de Tartu est fondée en tant qu'établissement estonien et reste ouverte jusqu'en 1940. Après un bref intermède soviétique en 1940, elle revient sous autorité allemande entre 1941 et 1944 et s'appelle à nouveau Dorpat. Depuis 1944, elle s'appelle université de Tartu. Durant la période soviétique (1944-1991), l'estonien est la principale langue d'enseignement, même si certains cours sont donnés en russe et si des diplômes russes existent. C'est encore vrai aujourd'hui, après que l'Estonie a retrouvé son indépendance. Le retour d'une autonomie académique totale peut être daté de 1992.
La dernière décennie du XXe siècle a été marquée par des changements organisationnels et structurels sur le modèle de certaines universités (américaines, scandinaves, allemandes), en opposition avec ses antécédents soviétiques et germano-baltes. Plus récemment et encore aujourd'hui, l'université met en place la réforme de Bologne qui amène de grands changements dans les études.

## Infrastructure

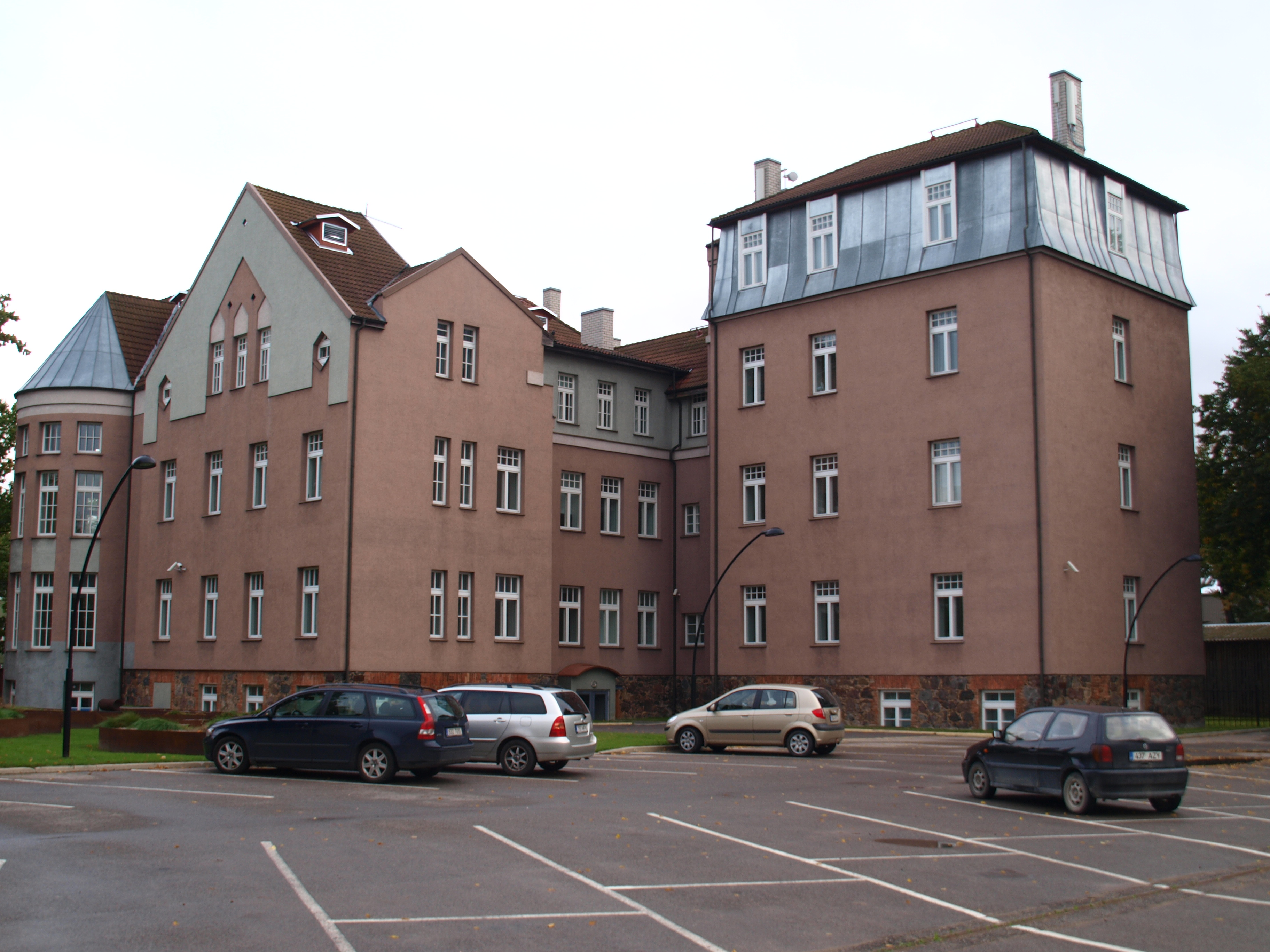
Juridicum, faculté de droit.

Ses musées, son jardin botanique et son complexe sportif sont, généralement, ouverts à tous les citoyens de Tartu.
L'université possède quelque 150 bâtiments, dont 30 à l'extérieur de Tartu. 31 de ces bâtiments font partie du patrimoine architectural de la ville. Elle possède également de nombreux bâtiments récemment construits ou rénovés et des cités universitaires.

## Recherche
Dans la deuxième moitié du XXe siècle, l'école de sémiotique de Tartu fondée par Youri Lotman, avec sa revue Sign Systems Studies, a connu une large reconnaissance internationale.
Plus de 3 300 publications sont produites chaque année par l'université. Environ la moitié est publiée par des scientifiques estoniens dans des revues (comportant des index de citations comme « SCI Expanded », « SSCI » ou « A&HCI »). Beaucoup sont écrites par des auteurs de Tartu.
Selon l'université, les recherches les plus remarquables se font dans le domaine de la biologie des molécules et des cellules, de la génétique, de l'immunologie, de la pharmacologie, des médecines laser, des sciences matérielles, de la spectroscopie laser, de la biochimie, de l'écologie (environment technology), de la linguistique informatique (computer linguistics), de la psychologie et de la sémiotique (semiotics).
L'université a commencé à coopérer avec des entreprises privées et à être le noyau du développement d'entreprises spin-off (spin-off firms).

## Jardin botanique
L'université possède un jardin botanique de 3,5 hectares. Il regroupe 10 000 espèces de plantes et dispose d'une serre tropicale.

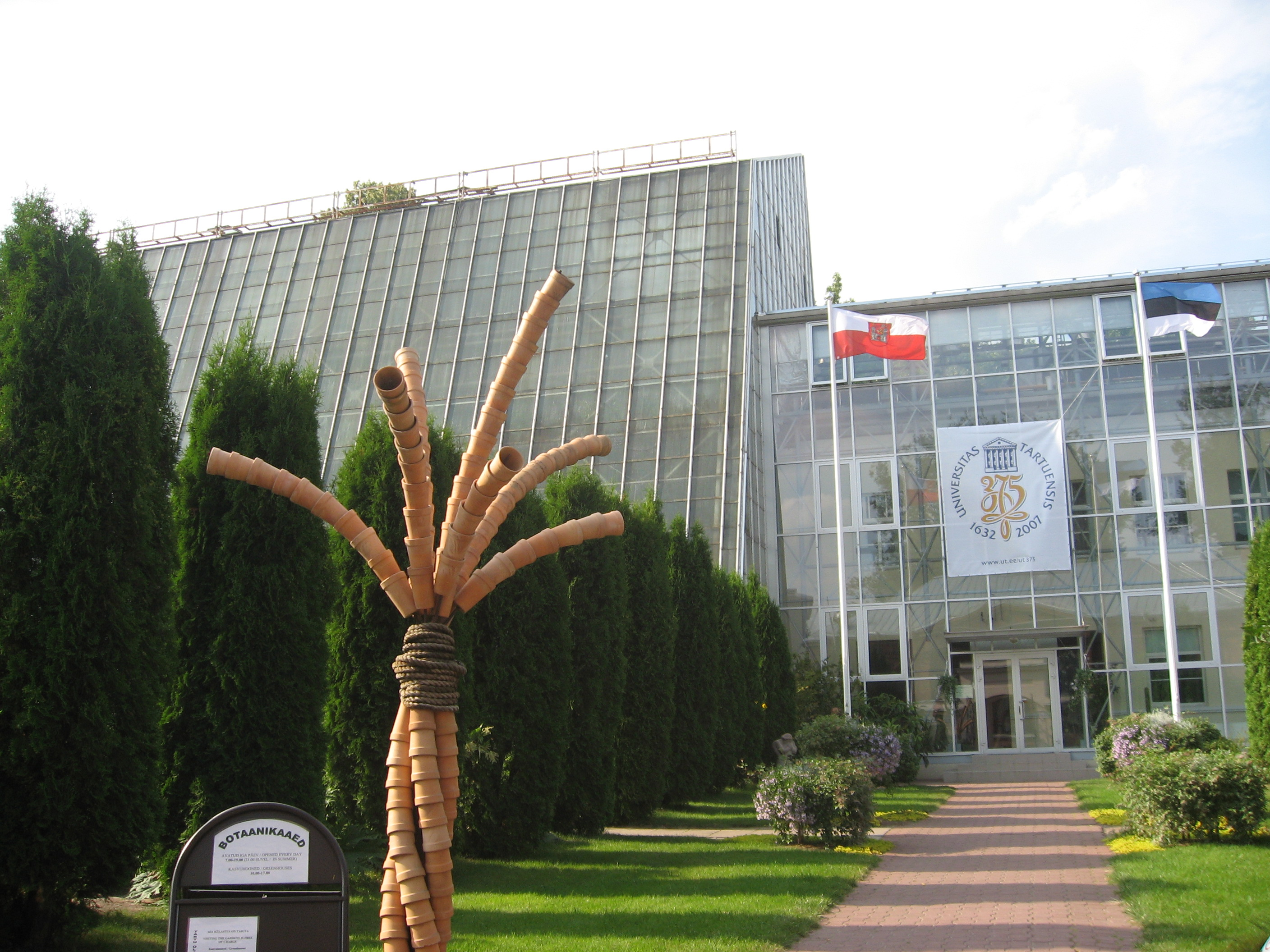
Bâtiment principal.
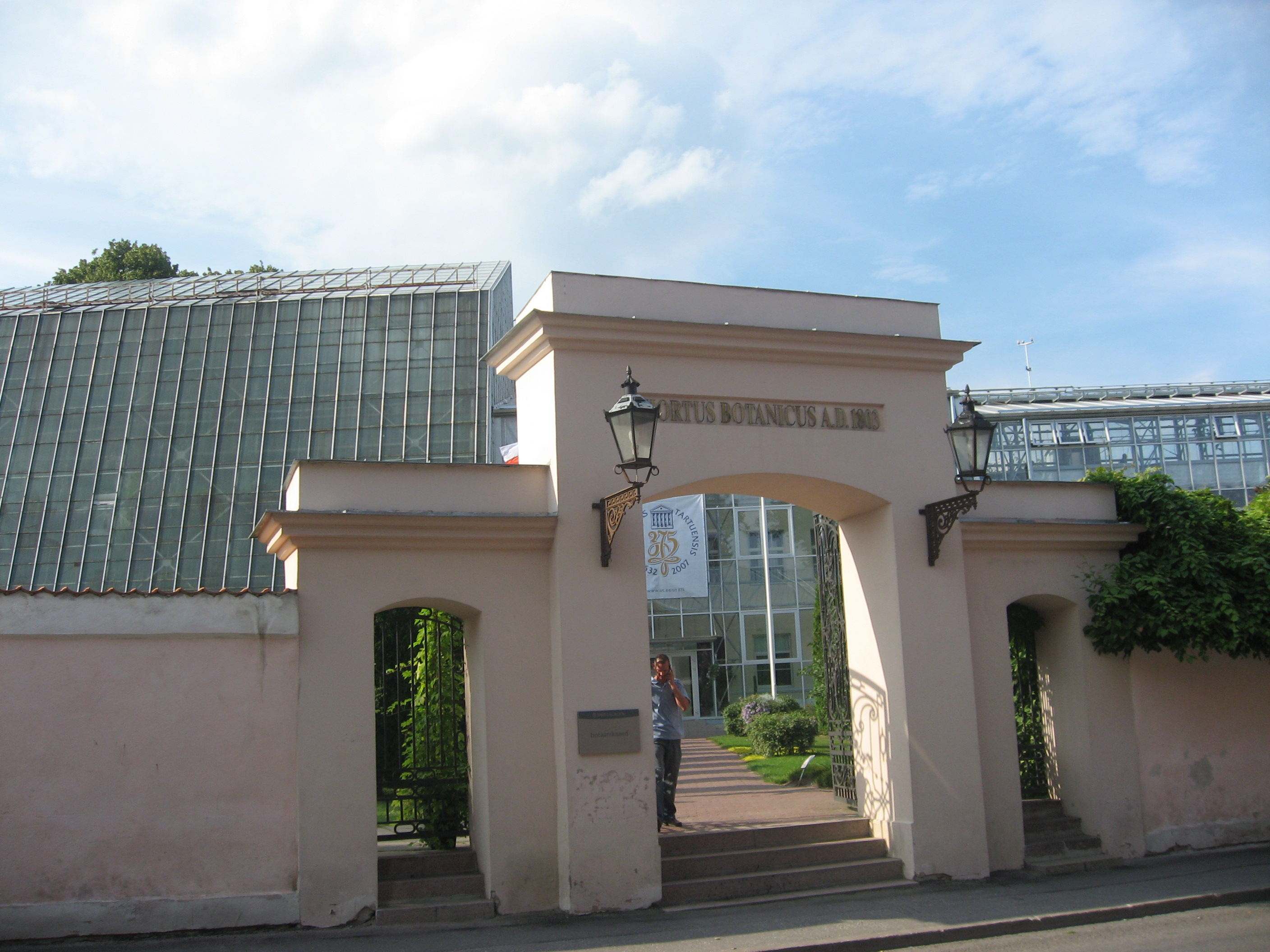
Entrée principale.
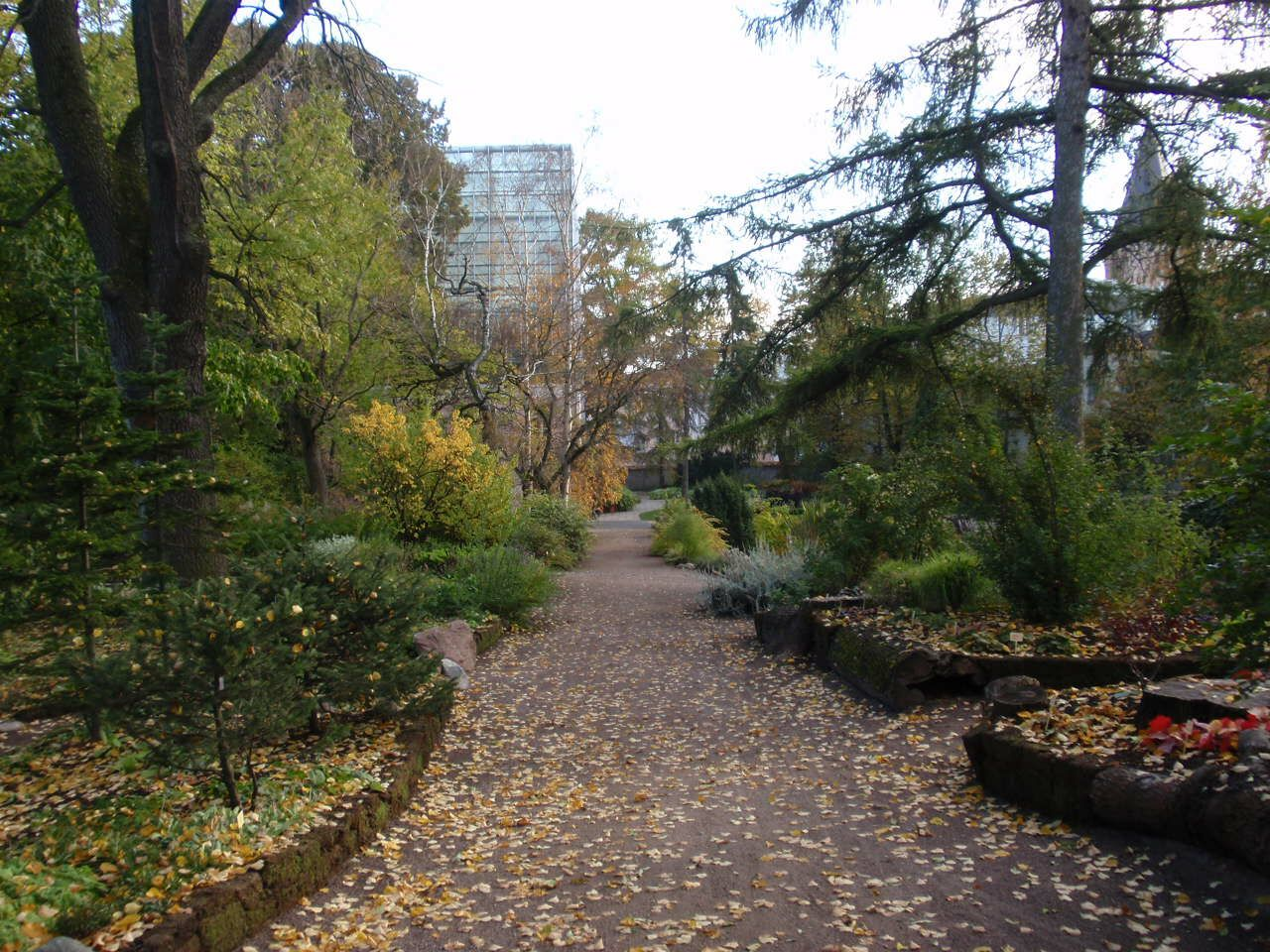
Le jardin en octobre.
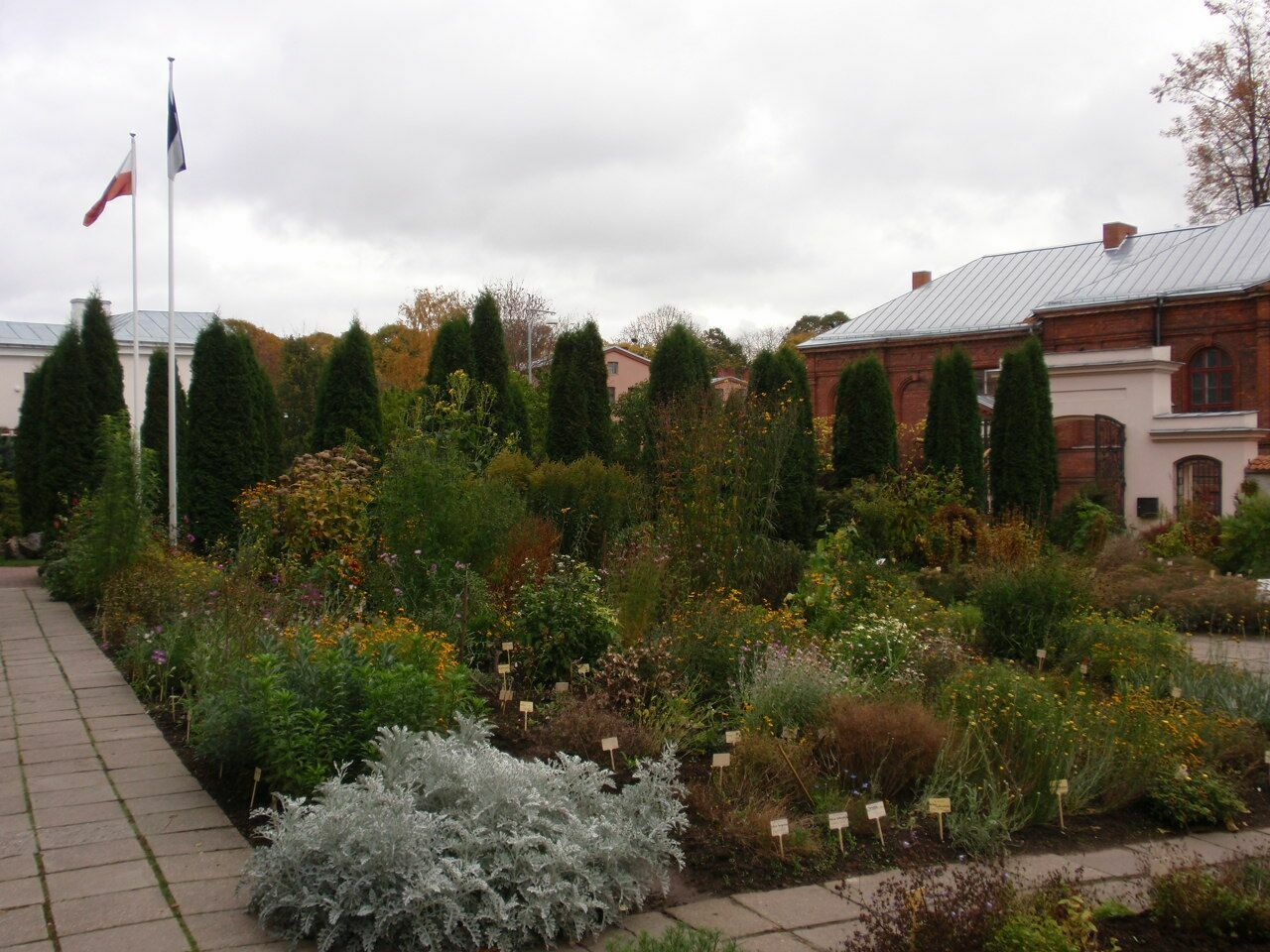
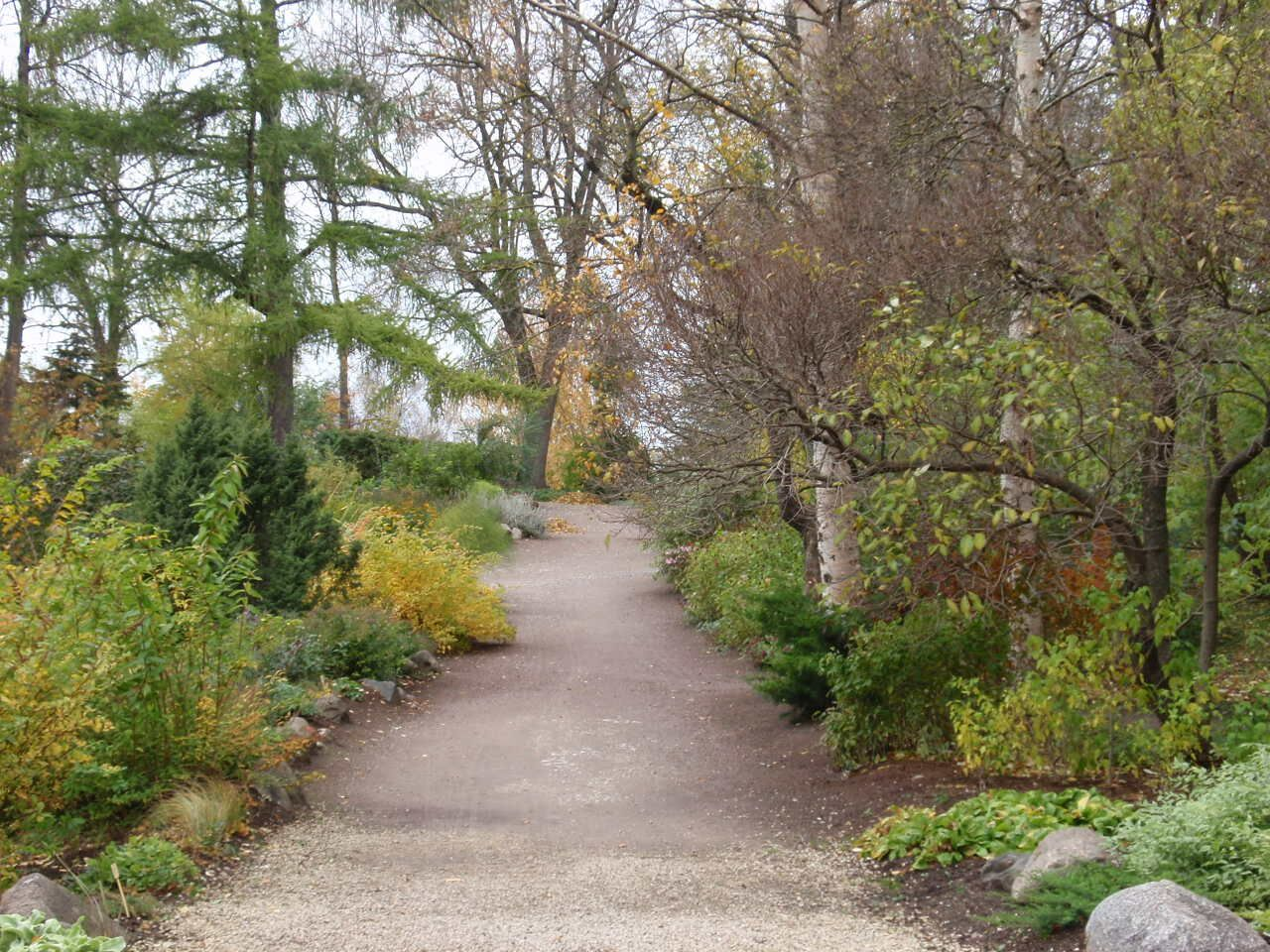
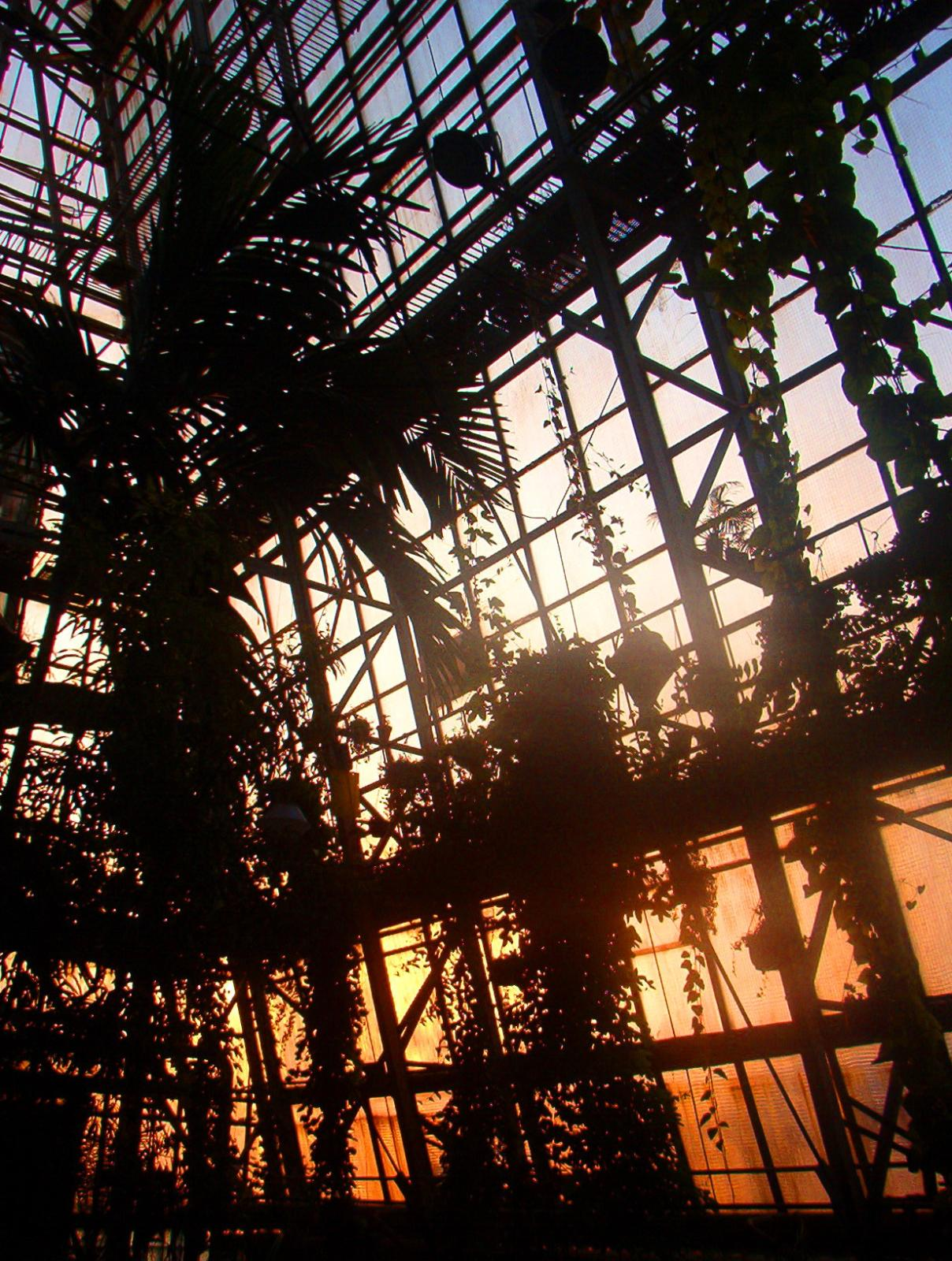
À l'intérieur de la serre tropicale.

## Personnalités liées à l'université

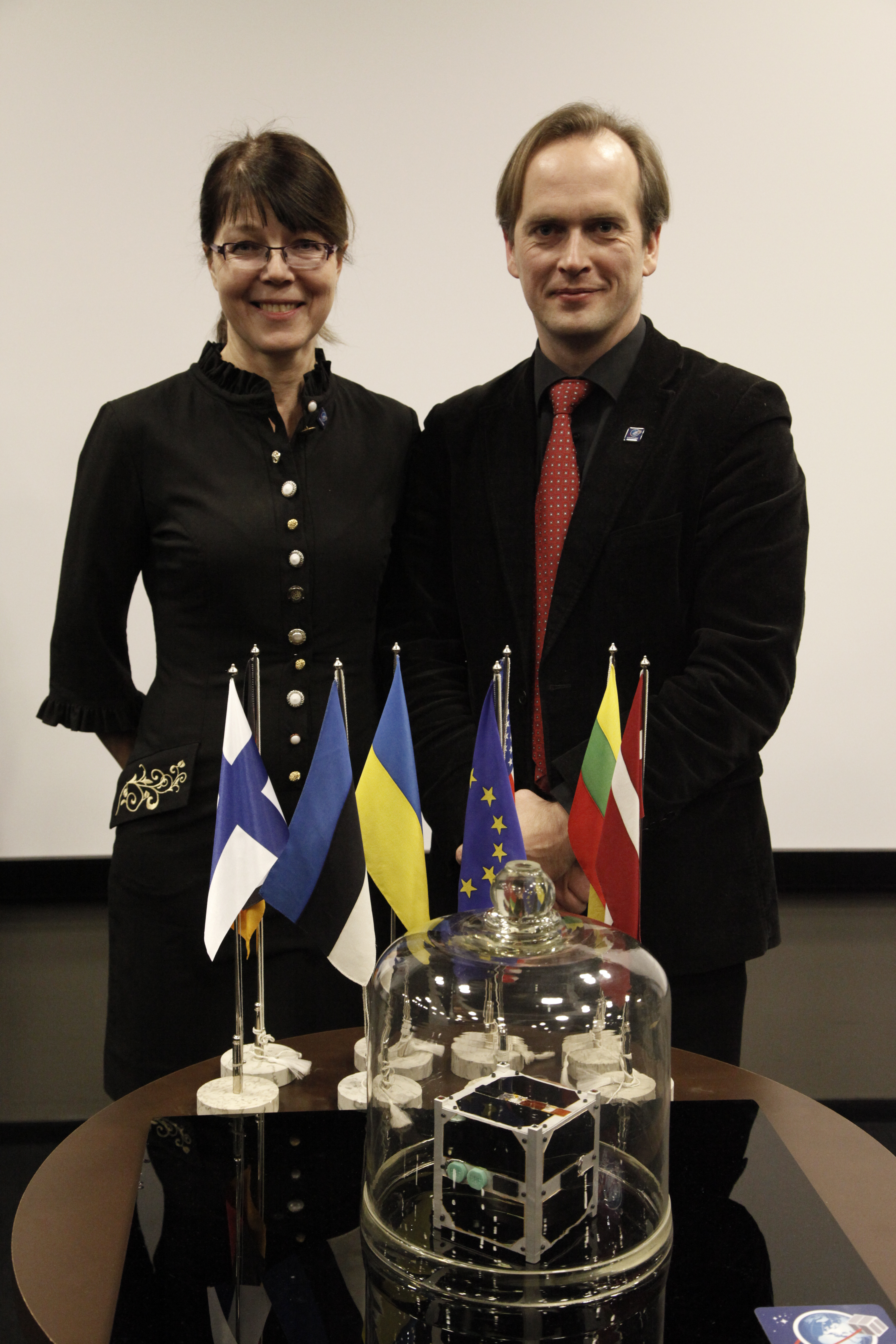
Anu Reinart, Mart Noorma et ESTCube-1.

### Enseignants

#### Lauréat duprix Nobel
- Wilhelm Ostwald (1853-1932), prix Nobel de chimie en 1909.

#### Sciences humaines et sociales
- Jüri Allik (1949-), directeur du département de psychologie ;
- Walter Anderson (1885-1962), chaire de folklore de 1920 à 1939 ;
- Wolfgang Drechsler (de) (1963-), administration publique et philosophie politique ;
- Gustav von Ewers (de) (1779-1830), historien du droit ;
- Lazar Gulkowitsch (de) (1898-1941), études juives ;
- Theodosius Harnack (1817-1889), théologie luthérienne
- Wilhelm Friedrich Hezel (1754-1829), professeur d'exégèse et de langues orientales ;
- Siim Kallas (1948-), économie et politique ;
- Emil Kraepelin (1856-1926), psychiatrie ;
- Jaan Kross (1920-2007), littérature ;
- Étienne Laspeyres (1834-1913), économie et statistiques ;
- Wilhelm Lexis (1837-1914), économie et assurances ;
- Youri Lotman (1922-1993), sémiotique ;
- Wilhelm Maurenbrecher (1838-1892), histoire en 1867-1869 ;
- Alexander von Oettingen (de) (1837-1905), théologie luthérienne, doyen de la faculté de théologie ;
- Magnus von Paucker (1787-1855), maître de conférence ;
- Karl von Paucker (1820-1883), philologie classique ;
- Ludwig Preller (de) (1809-1861), philologie classique ;
- Rein Taagepera (de) (1933-), sciences politiques ;
- Grigol Tsereteli (1870-1938), philologie et papyrologie de 1905 à 1914 ;
- Adolph Wagner (1835-1917), économie et sciences sociales

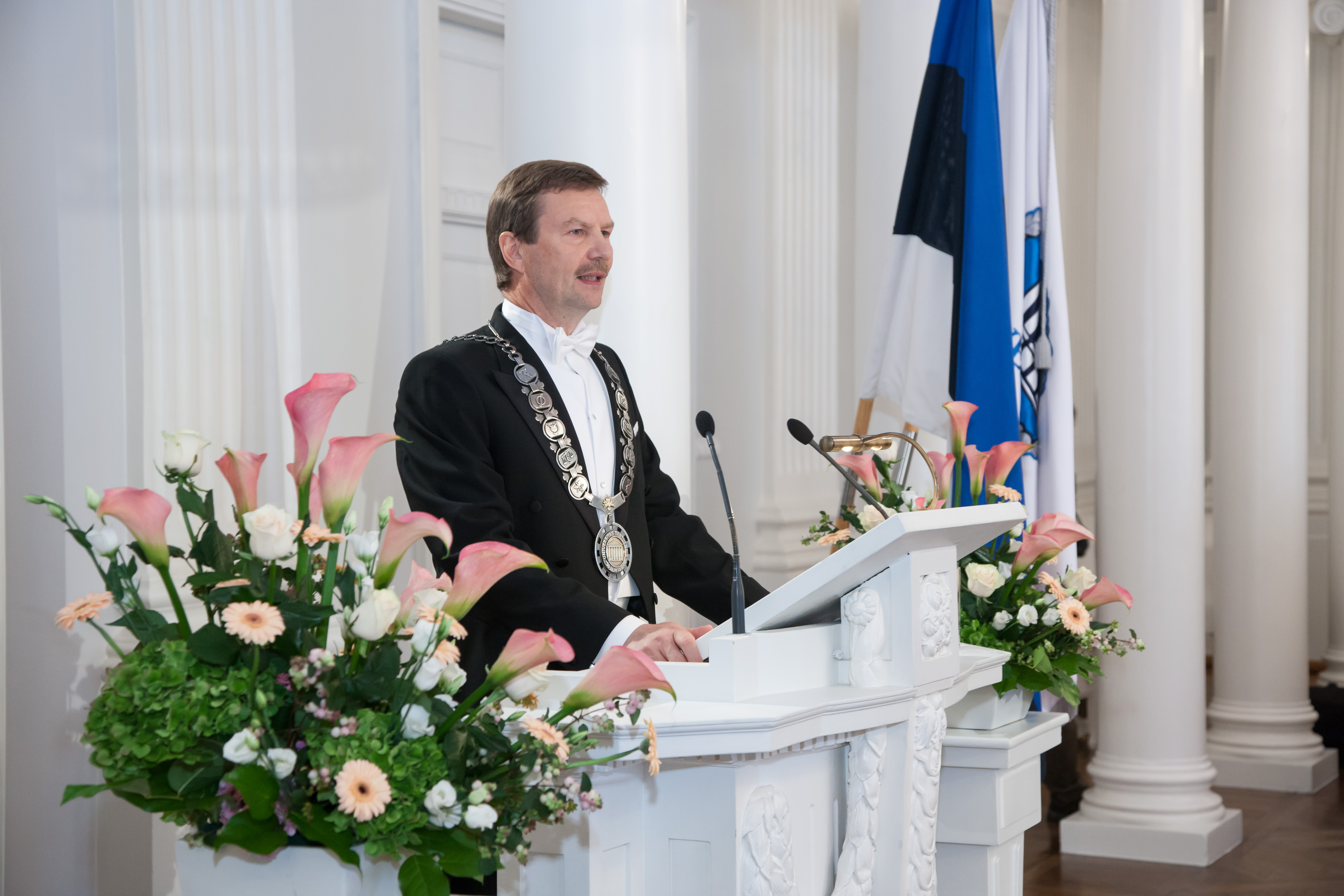
Le recteur d'université, Volli Kalm.

#### Sciences naturelles
- Otto Wilhelm Hermann von Abich (1806-1886), minéralogie de 1842 à 1877 ;
- Jaan Einasto (1929-), astrophysique de 1992 à 1995 ;
- Johann Friedrich von Eschscholtz (1793-1831), anatomie et biologie de 1819 à 1830 ;
- Arthur von Oettingen (de) (1836-1920), physique ;
- Georg von Oettingen (de) (1824-1916), médecine de 1865 à 1868 ;
- Matthias Jakob Schleiden (1804-1881), botanique ;
- Friedrich Georg Wilhelm von Struve (1793-1864), astronomie de 1820 à 1839 ;
- Ene-Margit Tiit (1934-), mathématiques et statistiques.

### Étudiants
- Juris Alunāns (1832-1864), fondateur de la linguistique lettonne[5]
- Andrus Ansip (1956-), Premier ministre estonien ;
- Karl Ernst von Baer (1792-1876), zoologiste et père de l’embryologie ;
- Vladimir Dahl (1801-1872), médecin et lexicographe ;
- Peter von Glehn (1835-1876), botaniste ;
- Adolf von Harnack, théologie protestante
- Nicolai Hartmann, philosophe
- Paul Keres, joueur d’échecs
- Friedrich Reinhold Kreutzwald, médecin, auteur du Kalevipoeg
- Alberts Kviesis, homme d’État letton
- Mart Laar (1960-), premier ministre estonien (1992-1994 et 1999-2002) ;
- Heinrich Friedrich Emil Lenz, physicien
- Lembe Lokk, chanteuse, musicienne et compositrice estonienne.
- Lennart Meri, ancien président de la République estonien, écrivain, cinéaste
- Leo Michelson, peintre
- Wilhelm Ostwald, chimie (prix Nobel 1908)
- Vera Poska-Grünthal (1898-1986), avocate et féministe
- Christian Heinrich von Pander, biologie et anatomie comparée (prix Demidoff 1857)
- Juhan Parts, ancien Premier ministre d’Estonie (Res Publica)
- Magnus Georg von Paucker (1787-1855), mathématicien et astronome balte (prix Demidoff 1832)
- Karl von Paucker (1820-1883), philologue classique, fils du précédent
- Grigol Robakidze, écrivain géorgien
- Leopold von Schrenck (1826-1894), zoologiste, géographe et ethnographe
- Kadri Simson (1977-), commissaire européenne[6] ;
- Otto Strandman, ancien Premier ministre et chef de l'État estonien
- Riin Tamm, généticienne
- Anton Hansen Tammsaare (1878-1940), écrivain estonien ;
- Valentin Tomberg, philosophe des religions, penseur, mystique ;

### Docteurshonoris causa
- Umberto Eco, écrivain, sémiotique
- Otto Kaiser, théologien protestant
- Arvo Pärt, compositeur
- Sa Sainteté le 14e dalaï-lama
- Thure von Uexküll, sémiotique

## Coopération académique

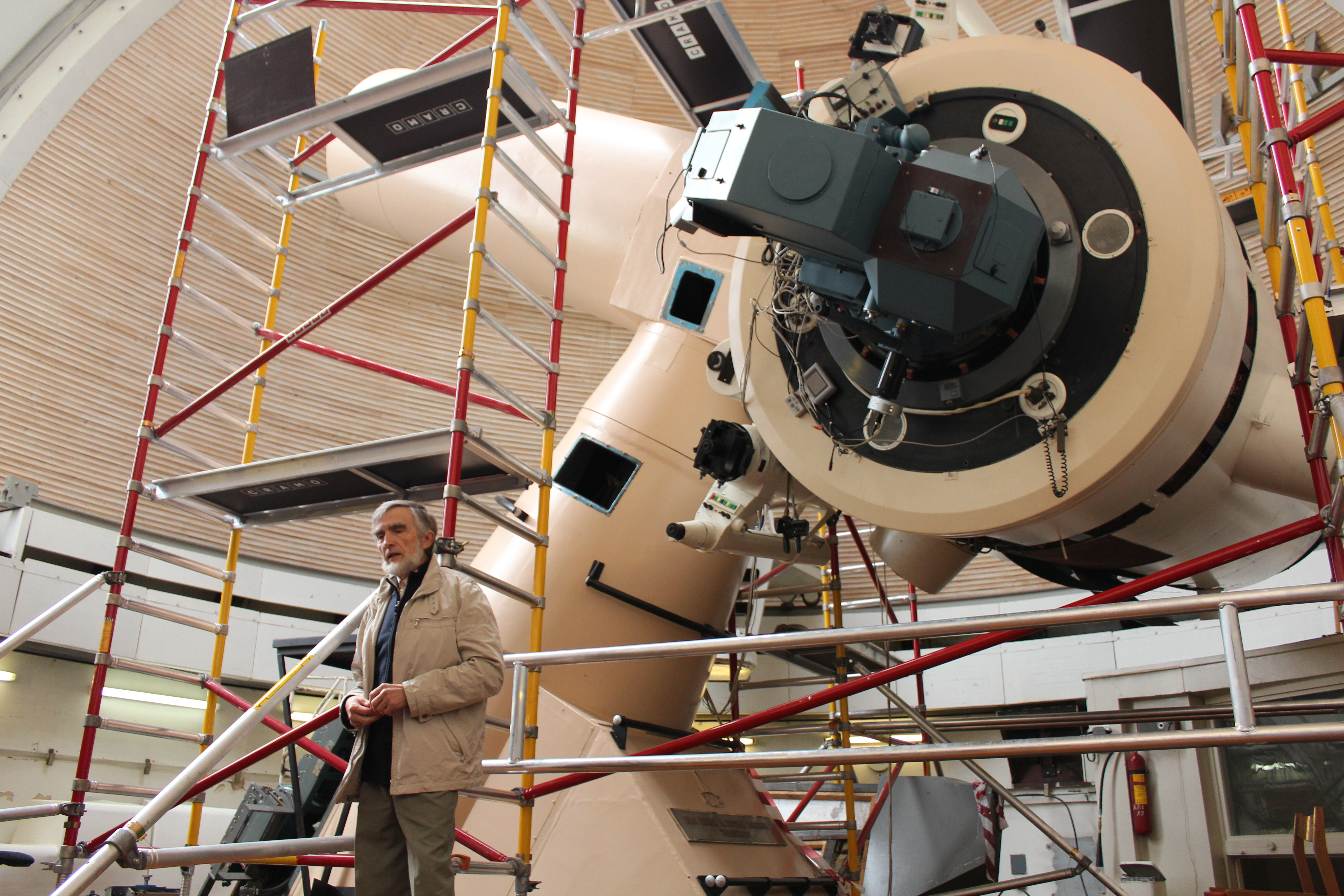
Observatoire de Tartu.

L'université a signé des accords de coopération avec 30 universités et institutions de recherche à l'étranger et 140 contrats pour des échanges internationaux d'étudiants et professeurs au sein de réseau Erasmus de l'Union européenne.
Actuellement presque 400 étudiants provenant de 27 pays différents font partie de l'université. La grande majorité vient des pays suivants : Finlande, Suède, Lettonie, Russie, États-Unis, Allemagne.
L'université de Tartu a des accords de coopération avec les universités suivantes. Ces accords peuvent inclure des programmes d'échange d'étudiants

### Union européenne
- Université Catholique de Lille, Lille, France
- Université d'Amsterdam, Amsterdam, Pays-Bas
- Université de Giessen, Giessen, Allemagne
- Université de Göteborg, Göteborg, Suède
- Université de Grenade, Espagne
- Université de Genève, Genève, Suisse
- Université de Göttingen, Göttingen, Allemagne
- Université de Greifswald, Greifswald, Allemagne
- Université de Hamburg, Hambourg, Allemagne
- Université d'Helsinki, Helsinki, Finlande
- Université de Lettonie, Rīga, Lettonie
- Katholieke Universiteit Leuven, Louvain, Belgique
- Université de Lund, Lund, Suède
- Université de Maastricht, Maastricht, Pays-Bas
- Université de Marbourg, Marbourg, Allemagne
- Université de Münster, Münster, Allemagne
- Université de Saint-Étienne, Saint-Étienne, France
- Université de Turku, Turku, Finlande
- Université d'Uppsala, Uppsala, Suède
- Université de Vaasa, Vaasa, Finlande
- Université de Vilnius, Vilnius, Lituanie
- Institut d'études politiques, Paris, France

### Autres
- Université de Toronto, Toronto, Canada
- Université Waseda, Japon
- Université de Saint-Pétersbourg, Saint-Pétersbourg, Russie
- University of Georgia, USA
- University of North Carolina, Greensboro, USA